# Бадето (Бреша)
Бадето је насеље у Италији у округу Бреша, региону Ломбардија.
Према процени из 2011. у насељу је живело 915 становника. Насеље се налази на надморској висини од 379 м.